# 牌楼街道 (内江市)
牌楼街道，是中华人民共和国四川省内江市市中区下辖的一个乡镇级行政单位。

## 行政区划
牌楼街道下辖以下地区：
环城路社区、和平街社区、牌楼路社区、马鞍山社区和临江小区社区。